# 呼倫貝爾部
呼倫貝爾部，指由呼伦贝尔副都统所辖的各旗，乾隆年间起包括：新巴爾虎兩翼八旗、索倫兩翼八旗（包括陳巴爾虎）、額魯特一旗，共四部十七旗五十佐領。1912年（清宣統三年/蒙古共戴元年）宣告獨立并效忠大蒙古国，此事件被中国大陆史学界称为呼伦贝尔独立；1915年（民國四年），取消独立，中俄簽訂《會訂呼倫貝爾條件》設高度自治的呼倫貝爾特別區域，1920年（民國九年）撤銷自治歸黑龙江省後稱為呼倫貝爾部，此后在奉系军阀、满洲国的统治下各部建制逐渐消失，1940年代先后成为兴安省和呼伦贝尔盟的一部分。

## 屬部
呼伦贝尔驻防各旗在清代档案、文献资料中留存有“呼伦贝尔八旗地方”、“五翼内外八旗”、“呼伦贝尔五翼蒙旗”、呼伦贝尔“索伦、巴尔虎、额鲁特五翼”等各种称谓。呼伦贝尔各旗原歸雍正年間設立的呼倫貝爾總管所轄，乾隆年间升为副都统衔，该处设有索伦总管二员、〈新〉巴尔虎总管二员、额鲁特总管一员，各部事宜统归副都统衔总管，由黑龙江将军节制。呼伦贝尔部仅包括清代呼伦贝尔副都统所属的大兴安岭以西以游牧为主的地区，而不包括岭东的布特哈副都統所属八旗。范围较现代呼伦贝尔市要小。
- 索伦八旗，雍正十年（1732年）置，駐防於呼倫貝爾城北。左右两翼各設總管一員。各旗設副總管一員，不設總管。
  - 鑲黃旗索倫
  - 正黃旗索倫
  - 正藍旗索倫（含陳巴爾虎）
  - 鑲白旗索倫（含陳巴爾虎）
  - 鑲藍旗索倫
  - 正紅旗索倫
  - 鑲紅旗索倫
  - 正白旗索倫

- 新巴爾虎八旗，雍正十三年（1735年）置，駐防於呼倫湖、貝爾湖一帶。左右两翼各設總管一員。各旗設副總管一員，不設總管。
  - 鑲黃旗新巴爾虎
  - 正黃旗新巴爾虎
  - 正藍旗新巴爾虎
  - 鑲白旗新巴爾虎
  - 鑲藍旗新巴爾虎
  - 正紅旗新巴爾虎
  - 鑲紅旗新巴爾虎
  - 正白旗新巴爾虎

- 額魯特一旗，雍正十年（1732年）置，駐防於呼倫貝爾城南。一翼一旗設總管一員。包括康熙年间归顺的“陈额鲁特”和乾隆年间新迁入的“新额鲁特”，通称镶黄旗额鲁特。

### 索伦
清朝将蒙古语系的达斡尔和通古斯语系的鄂温克等族群统称为“索伦”，因其善于打猎，亦称为“打牲部”。清代的索伦八旗也包括陈巴尔虎。

### 巴爾虎
唐貞觀年间，在貝爾湖附近建立幽陵都督府，其中有拔野古人。七世紀末、八世紀初巴爾虎部由貝爾湖遷到貝加爾湖。十三世紀以前，巴尔虎部落生活在蒙古高原北部，人稱「林中百姓」。蒙古成吉思汗称汗的第二年（1207年）歸附大蒙古國，為拙赤合撒儿所轄。四衛拉特時期，與布里亞特同屬一個衛拉特。明嘉靖十七年（1538年）後，歸喀尔喀万户管轄，後屬外喀爾喀各部。雍正十年（1732年），二百七十五名壯丁同家屬奉命從大興安嶺東布特哈一帶，遷入呼倫貝爾，編入索倫八旗，稱陳巴爾虎。雍正十二年，從外蒙古車臣汗部兩旗抽調兩千九百八十四名壯丁連同家屬，經海拉爾北部迂往呼倫貝爾，建立左右八旗，稱新巴爾虎。1932年，满洲国廢除八旗制，建立了巴爾虎三旗，成為現在的陳巴爾虎旗，新巴爾虎左旗、右旗的前身。

### 額魯特
噶爾丹部眾在其戰敗後一部分於康熙年間投靠清廷，先後設為額魯特旗、額魯特前旗，一度遷往呼倫貝爾草原游牧，後遷回外蒙古。乾隆年間部分厄魯特人被遷往錫尼河南、伊敏河東地區，稱陳額魯特。而清朝滅亡準噶爾汗國後，杜爾伯特部台吉布特胡、布林、白勒嘎孫和嘎拉珠得部台吉達西增伯、明嘎图部台吉迪木其、布珠來等三個部落，經烏里雅蘇台將軍成袞扎布奏請，被允許移牧呼倫貝爾。這三部人平分給陳額魯特兩個蘇木，並任用布特胡、布林為佐領，迪木其、白勒嘎孫、達西增伯、布珠來等為領催，給半俸。這一部分額魯特又稱新額魯特。

## 参与蒙古独立运动
清宣统三年（1911年），包括额鲁特旗总管胜福在内的呼伦贝尔各旗总管开会，向清朝提出5条要求，内容包括中国官吏和军队撤出呼伦贝尔，停止向呼伦贝尔移民和在呼伦贝尔垦殖，汉人如果不愿承认当地官府即须被驱逐出呼伦贝尔，全部税收移交呼伦贝尔当地官府。上述要求被清朝拒绝。
1911年12月，大蒙古国宣布独立后，蒙古君主博克多汗以“额真汗”名义通过电报和写信联络呼伦贝尔上层人士，鼓动呼伦贝尔独立。在向俄国驻呼伦副领事乌萨蒂（俄语：П. К. Усатый）寻求支持後，额鲁特旗总管胜福、新巴尔虎右翼总管车和札、索倫左翼总管成德等人，利用俄国援助的500支枪组织了千余人的武装。
1912年（民国元年）1月15日，在海拉尔领事馆领事乌萨蒂等人所率俄军的军事支持下，额鲁特总管胜福与新巴尔虎右翼总管车和札率兵200余人攻入呼伦城（今海拉尔），驱逐了当地清朝所派官员并占领呼伦兵备道、呼伦厅官署，宣布呼伦贝尔独立，脱离与清朝的关系，并宣布「呼伦贝尔自治政府」成立，名义上隶属于大蒙古国政府。胜福自任呼伦贝尔副都统。哲布尊丹巴任命胜福为“花翎呼伦贝尔统辖大臣贝子”。2月3日，胜福在俄国军队的配合下进攻胪滨府（今满洲里）和吉拉林设治局等地，最终呼伦贝尔自治政府控制了呼伦贝尔岭西地区。2月12日珠尔干河总卡官赵春芳与蒙兵谈判，以莫里勒克河为界，下流奇雅河、永安山、额勒合哈达三卡（均属于今恩和哈达镇）归黑河道管理；上流自塔尔巴干达呼山（今中蒙俄三国国界交界点）至伊穆河（今恩和哈达镇伊木河）之间的20卡，被蒙古独立运动占据。1915年（民國四年），《中俄蒙协约》签署後，中、俄签署《中俄会订呼伦贝尔条件》，呼伦贝尔取消“独立”，复设呼伦贝尔副都统，管辖“呼伦贝尔特别区域”。胜福去世後，副都统由索伦右翼总管贵福代理。1919年（民國八年），北京政府任命徐树铮为西北筹边使，率领征蒙军进入外蒙古，外蒙古被迫取消“自治”，呼伦贝尔从此失去了一个主要支柱。1919年12月21日，护理副都统贵福致电北京政府，要求取消呼伦贝尔特别区域。1920年1月28日，北京政府宣布取消呼伦贝尔特别区域及中俄会订条件，将呼伦贝尔地区置于黑龙江省管辖之下。